# Rodzaje obiektów hotelarskich

## Rodzaje obiektów hotelarskich w świetle polskiego prawa
- Hotele – obiekty posiadające co najmniej 10 pokoi, w tym większość miejsc w pokojach jedno- i dwuosobowych, świadczące szeroki zakres usług związanych z pobytem klientów.
- Motele – obiekty położone przy drogach, dysponujące parkingiem, posiadające co najmniej 10 pokoi, w tym większość w pokojach jedno- i dwuosobowych.
- Pensjonaty – obiekty posiadające co najmniej 7 pokoi, świadczące dla swoich klientów całodzienne wyżywienie.
- Domy wycieczkowe – obiekty posiadające co najmniej 30 miejsc noclegowych, dostosowane do samoobsługi klientów oraz świadczące minimalny zakres usług związanych z pobytem klientów.
- Schroniska – obiekty zlokalizowane poza obszarami zabudowanymi, przy szlakach turystycznych, świadczące minimalny zakres usług związanych z pobytem klientów.
- Schroniska młodzieżowe – obiekty przeznaczone do indywidualnej i grupowej turystyki młodzieżowej, dostosowane do samoobsługi klientów.
- Szkolne schroniska młodzieżowe – to placówki oświatowo-wychowawcze przeznaczone do grupowej i indywidualnej turystyki młodzieżowej, ich podstawowym zadaniem jest zapewnienie dzieciom i młodzieży oraz ich opiekunom tanich miejsc noclegowych.
- Kempingi (campingi) – obiekty strzeżone, umożliwiające nocleg w namiotach, samochodach mieszkalnych (campobusach) i przyczepach samochodowych, przyrządzanie posiłków, parkowanie samochodów, a także świadczące usługi związane z pobytem klientów; obiekty te mogą dodatkowo umożliwiać nocleg w domkach turystycznych lub innych obiektach stałych.
- Pola biwakowe – obiekty niestrzeżone, umożliwiające nocleg w namiotach.
- Inne obiekty – za inne obiekty, w których mogą być świadczone usługi hotelarskie, uważa się także wynajmowane przez rolników pokoje i miejsca na ustawianie namiotów w prowadzonych przez nich gospodarstwach rolnych (gospodarstwa agroturystyczne), jeżeli obiekty te spełniają minimalne wymagania co do wyposażenia oraz wymagania sanitarne, przeciwpożarowe oraz inne określone odrębnymi przepisami.

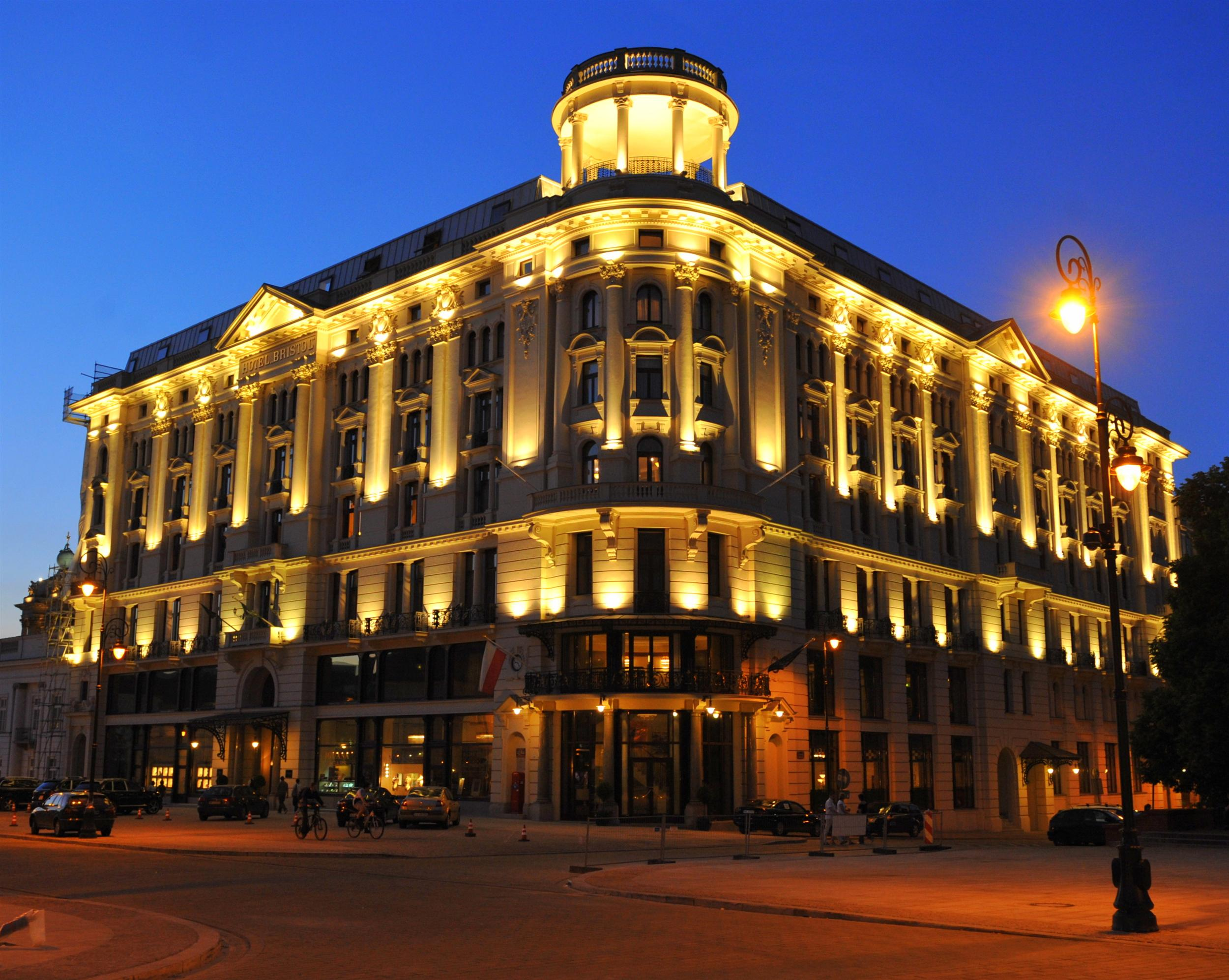
Hotel Bristol w Warszawie
High Desert Motel, Joshua Tree, California
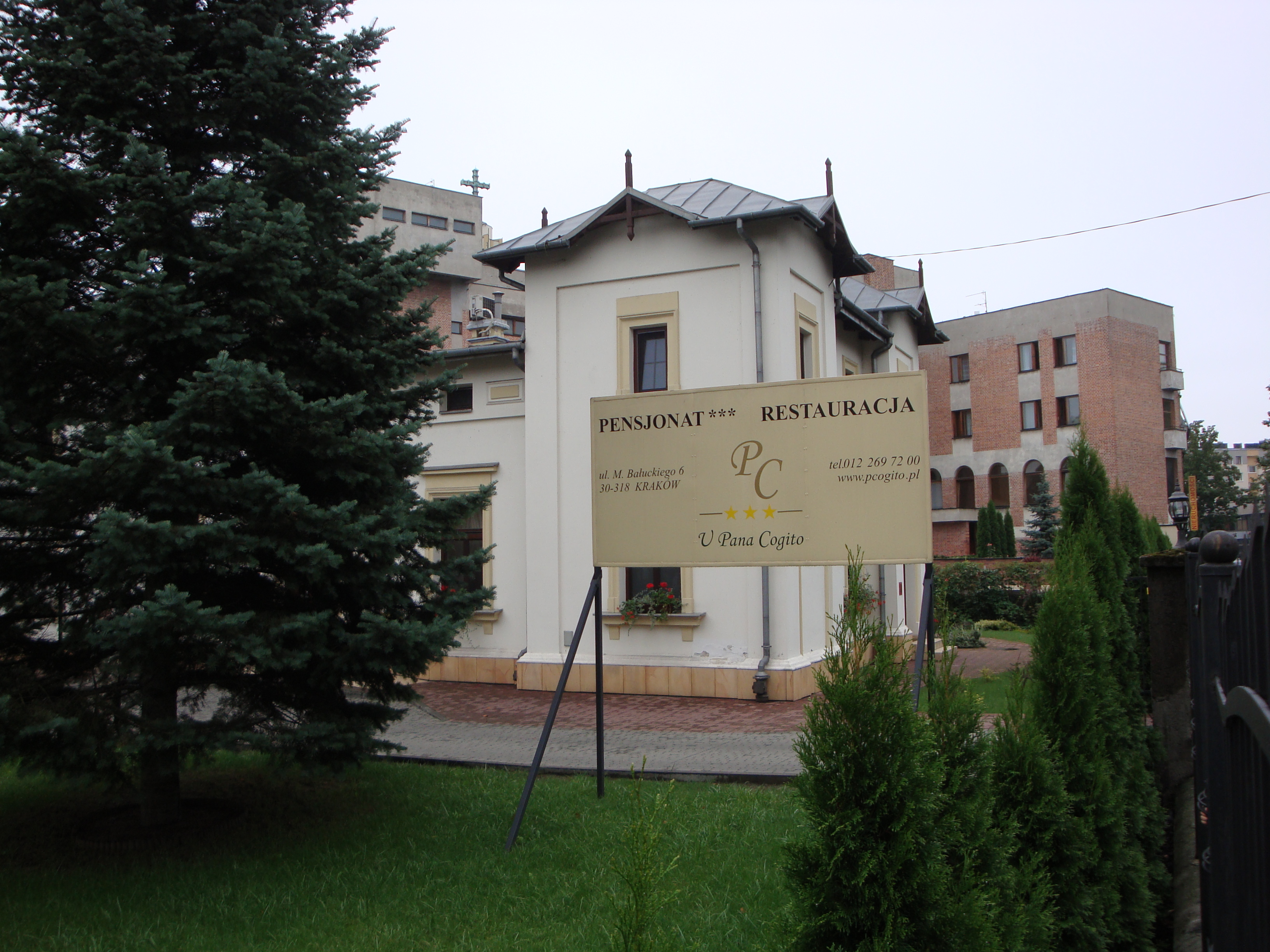
Pensjonat u Pana Cogito w Krakowie
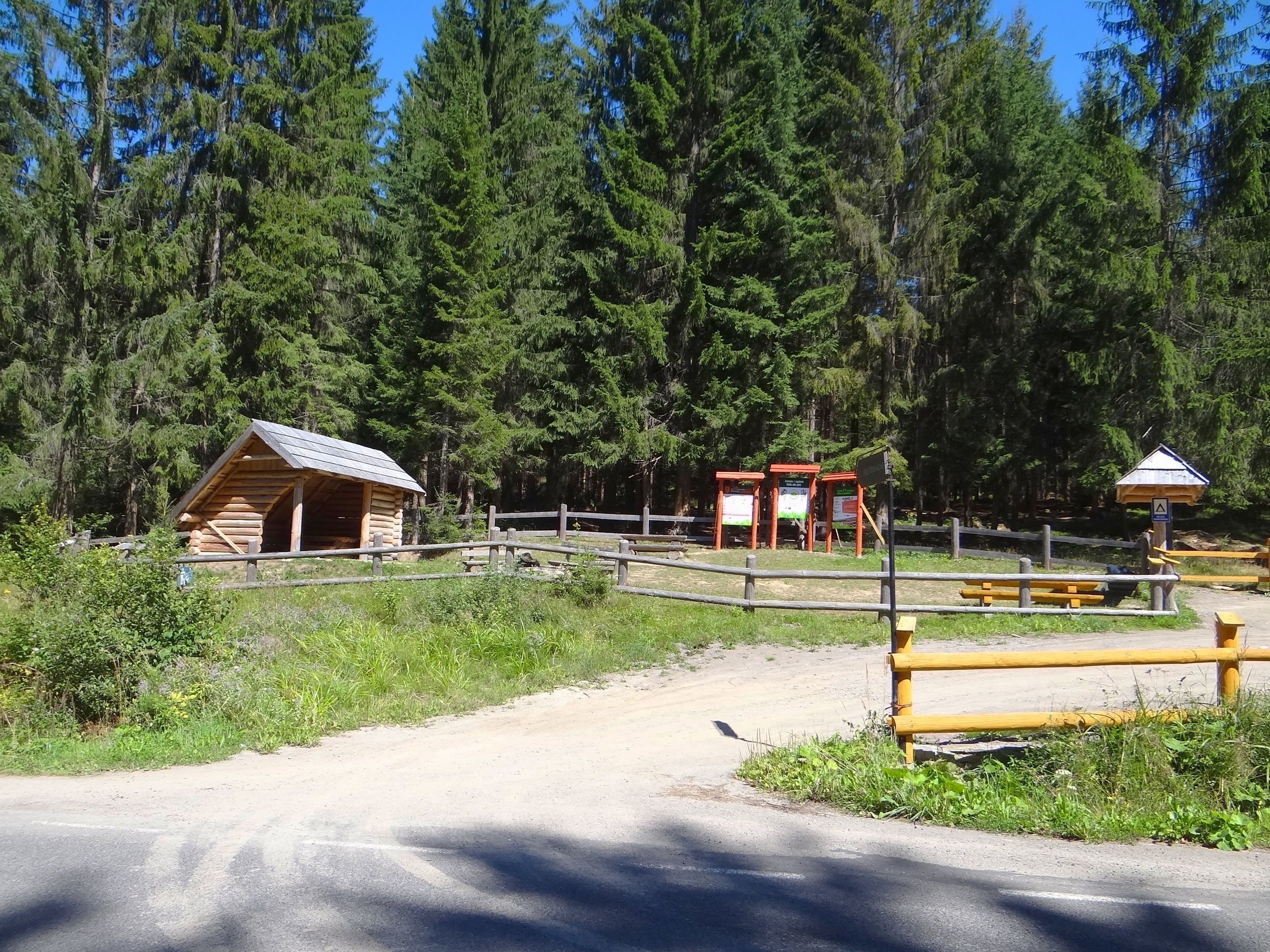
Pole biwakowe pod Przełęczą Glinka
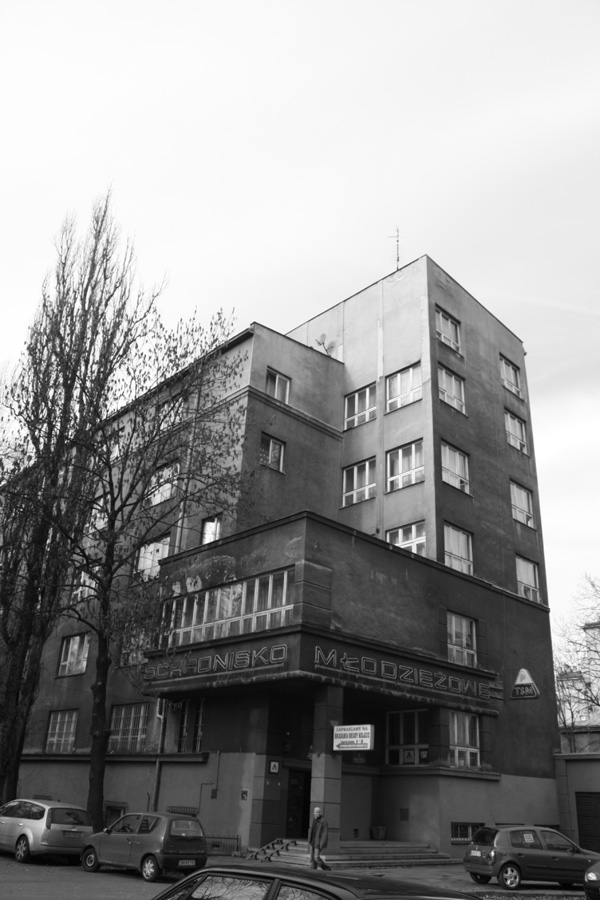
Schronisko PTSM w Krakowie
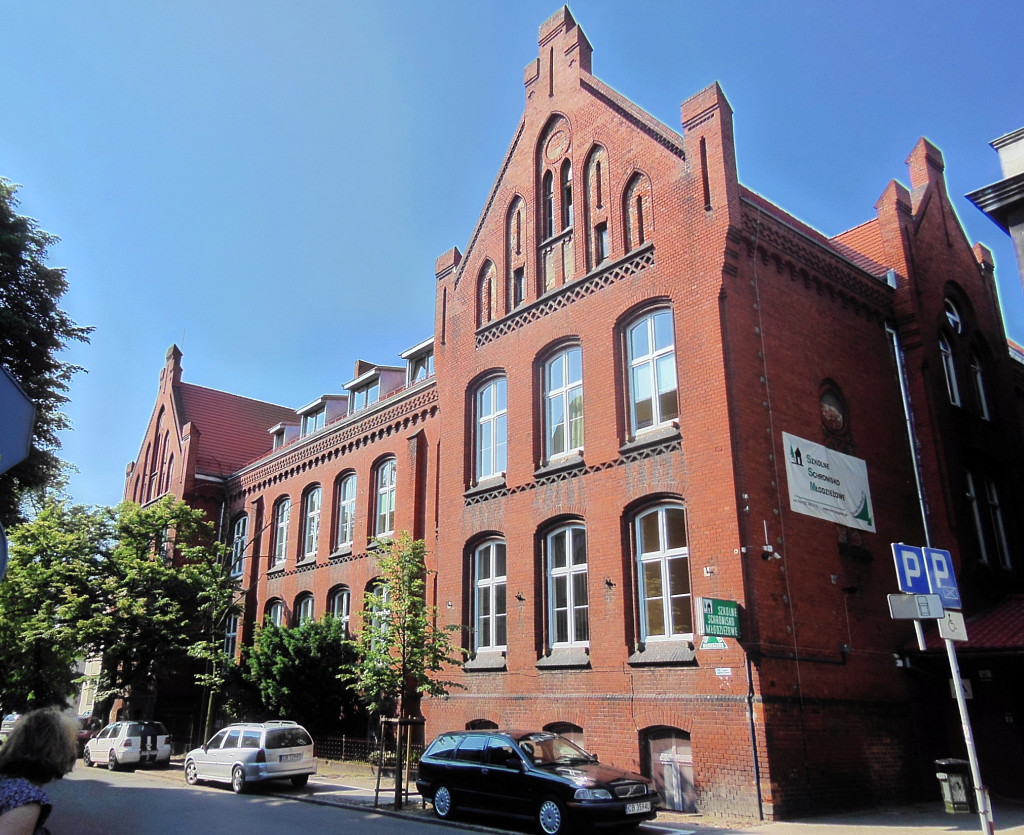
Szkolne Schronisko Młodzieżowe w Bydgoszczy
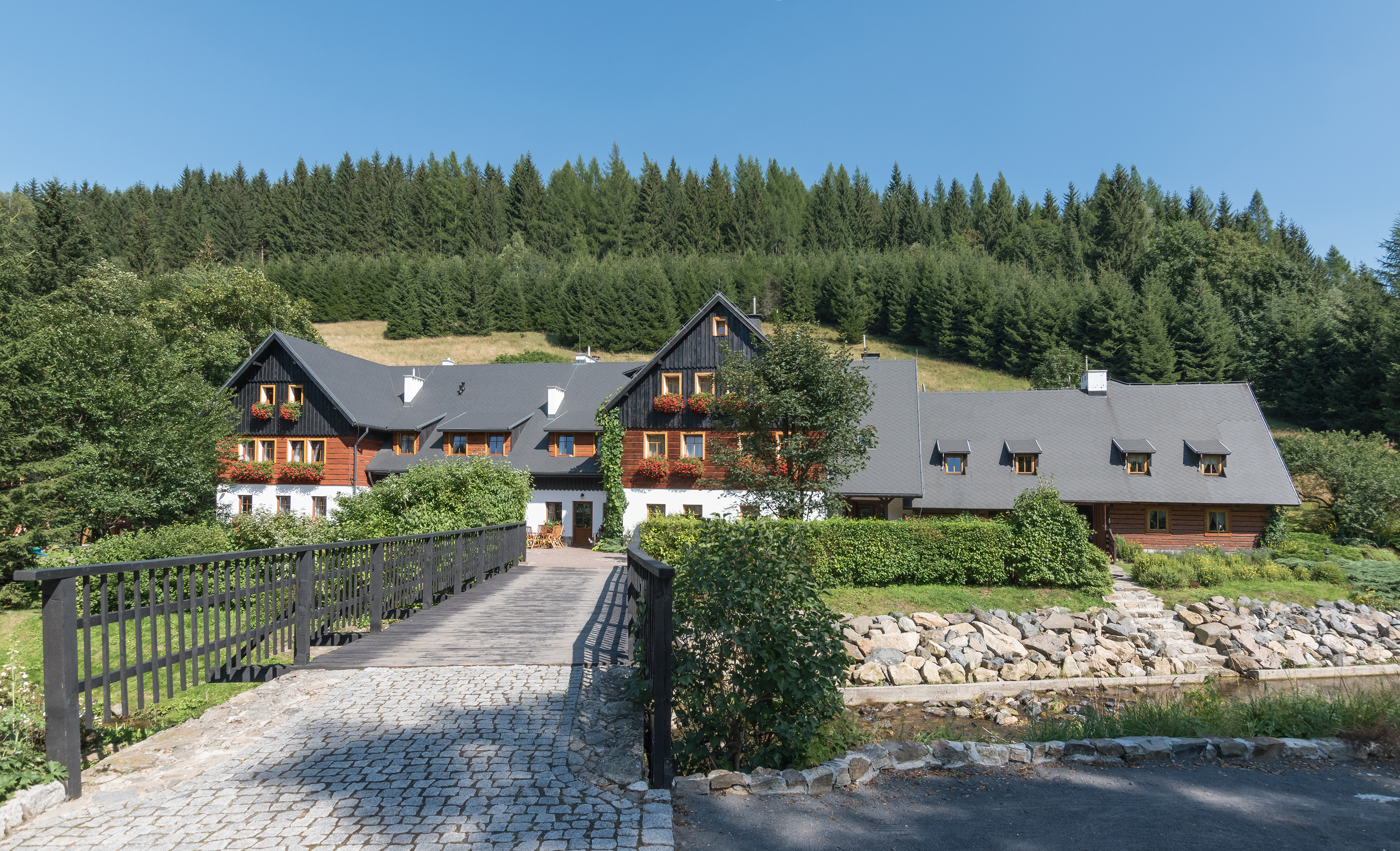
Pensjonat „Chata Cyborga” w Bielicach
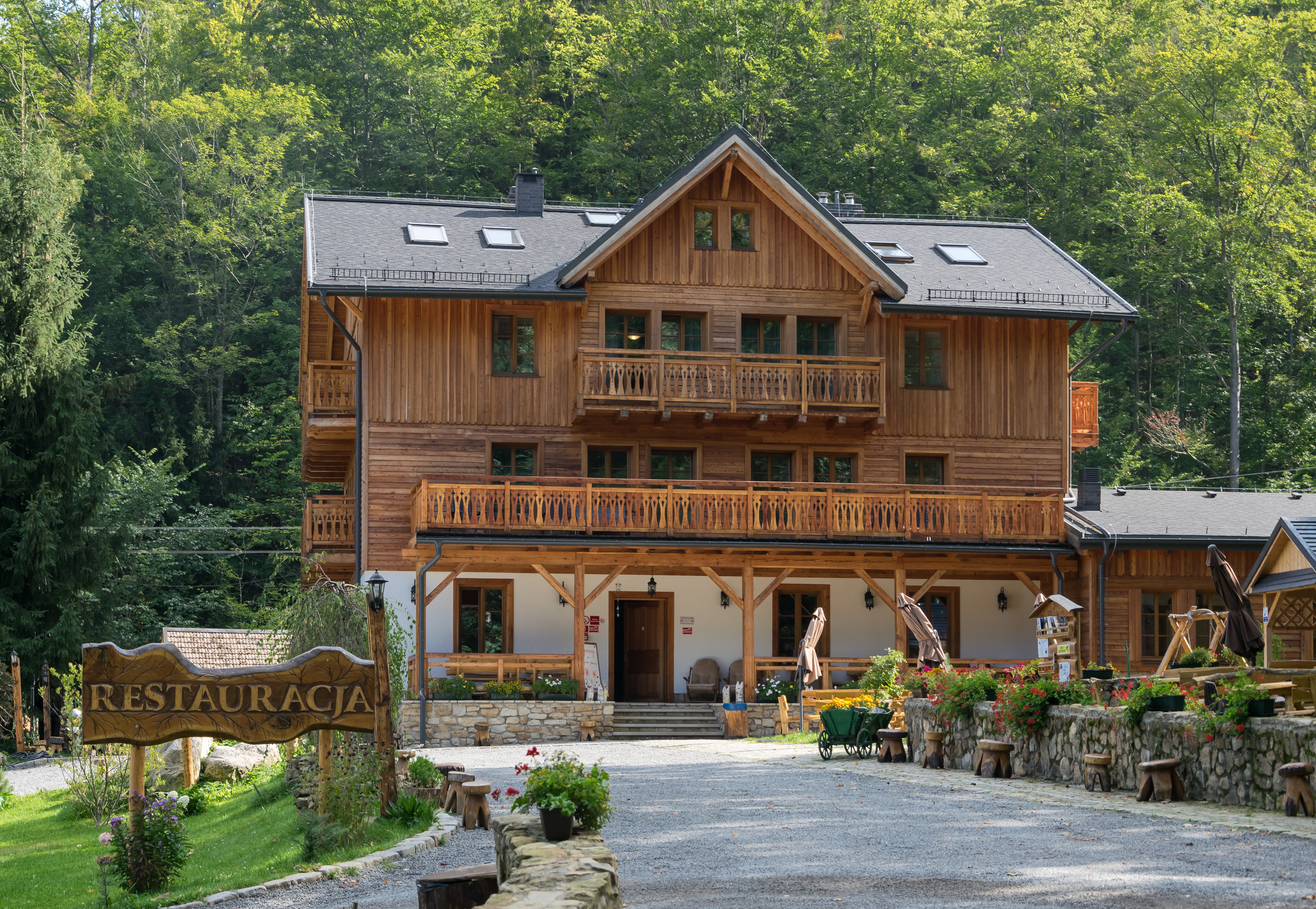
Pensjonat „Orle Gniazdo” w Szklarach

## Kategoryzacja obiektów hotelarskich
W zależności od wyposażenia i zakresu programu obsługowego, obiektom hotelarskim są nadawane kategorie:
1. hotele, motele i pensjonaty – pięć kategorii oznaczonych gwiazdkami;
2. kempingi (campingi) – cztery kategorie oznaczone gwiazdkami;
3. domy wycieczkowe i schroniska młodzieżowe – trzy kategorie oznaczone cyframi rzymskimi.

Zaszeregowania obiektów hotelarskich (z wyjątkiem pól biwakowych) do poszczególnych rodzajów dokonuje, kategorię nadaje oraz prowadzi ich ewidencję marszałek województwa właściwy ze względu na miejsce położenia obiektu hotelarskiego.
Zaszeregowania pól biwakowych dokonuje i prowadzi ich ewidencję wójt (burmistrz, prezydent miasta) właściwy ze względu na miejsce ich położenia.
Ewidencję innych obiektów, w których zgodnie z ustawą mogą być świadczone usługi hotelarskie, prowadzi wójt (burmistrz, prezydent miasta) właściwy ze względu na miejsce ich położenia.

## Podstawowe akty prawne regulujące funkcjonowanie obiektów hotelarskich

### Wszystkich z wyjątkiem szkolnych schronisk młodzieżowych
- Ustawa z 29 sierpnia 1997 o usługach hotelarskich oraz usługach pilotów wycieczek i przewodników turystycznych (Dz.U. z 2023 r. poz. 1944),
- Rozporządzenie Ministra Gospodarki i Pracy z dnia 19 sierpnia 2004 r. w sprawie obiektów hotelarskich i innych obiektów, w których są świadczone usługi hotelarskie (Dz.U. z 2017 r. poz. 2166),
- Rozporządzenie Ministra Sportu i Turystyki z dnia 16 listopada 2011 r. zmieniające rozporządzenie w sprawie obiektów hotelarskich i innych obiektów, w których są świadczone usługi hotelarskie (Dz.U. z 2011 r. nr 259, poz. 1553, ze zm.).

### Podstawowe akty prawne regulujące funkcjonowanie szkolnych schronisk młodzieżowych
- Ustawa z dnia 7 września 1991 r. o systemie oświaty (Dz.U. z 2022 r. poz. 2230).
- Rozporządzenie Ministra Edukacji Narodowej i Sportu z dnia 7 marca 2005 r. w sprawie ramowych statutów placówek publicznych (Dz.U. z 2005 r. nr 52, poz. 466).
- Rozporządzenie Ministra Edukacji Narodowej z dnia 12 maja 2011 r. w sprawie rodzajów i szczegółowych zasad działania placówek publicznych, warunków pobytu dzieci i młodzieży w tych placówkach oraz wysokości i zasad odpłatności wnoszonej przez rodziców za pobyt ich dzieci w tych placówkach (Dz.U. z 2011 r. nr 109, poz. 631).

## Inne kryteria podziału obiektów hotelarskich
Przyjmując inne kryteria, można wyróżnić takie obiekty jak:
- hotel butikowy
- wotel
- botel
- chatka studencka
- rotel
- aquatel
- airtel
- hipotel
- hostel
- sanatorium
- szkolne schronisko młodzieżowe
- zajazd
- dom letniskowy
- kurort
- bungalow
- gospodarstwo agroturystyczne
- hotel kapsułowy

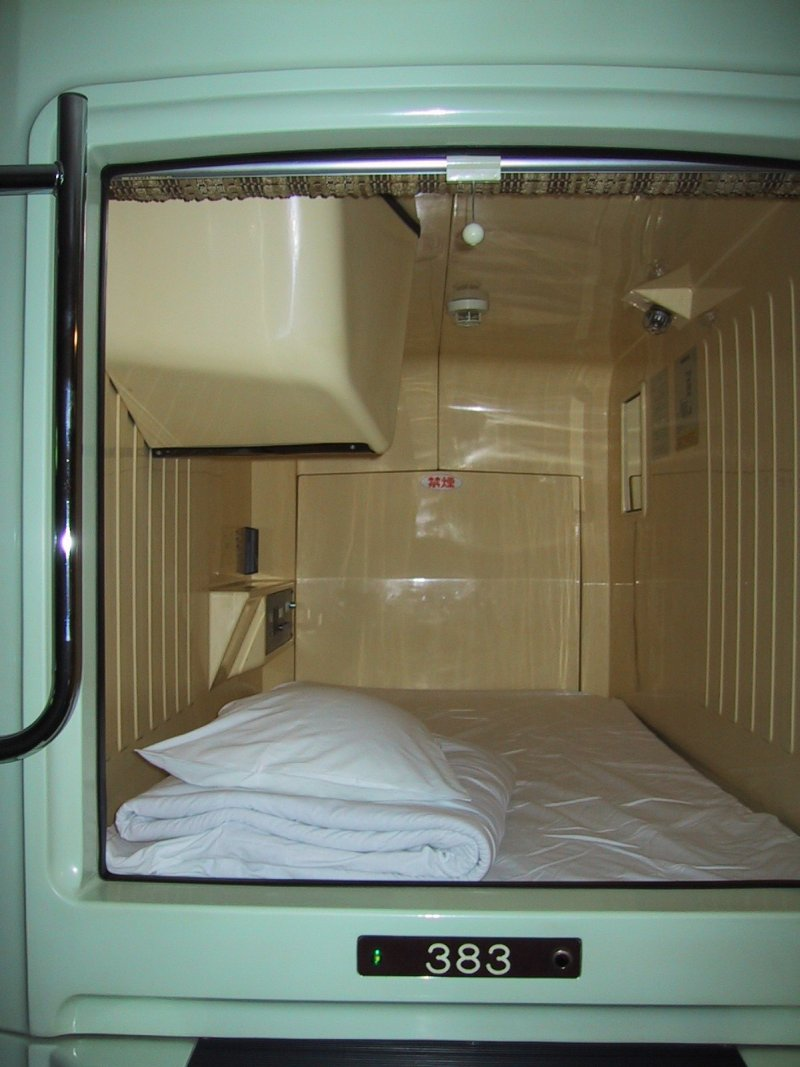
Wnętrze modułu hotelu kapsułowego w Osace, Japonia

- hotel lodowy – budowane z lodu i śniegu w zimnych regionach świata.